# いがやレクリエーションランド
いがやレクリエーションランドは、長野県松本市安曇3994番地21にあるレクリエーション施設。松本市が「市民等の余暇の活用と福祉の増進」（条例より引用）を目的として設置しているもので、条例上の名称は「松本市いがやレクリエーションランド」。現在は「乗鞍BASE（のりくらベース） いがやレクリエーションランド」として運営されている。

## 歴史
乗鞍岳に臨む乗鞍高原は、スキー選手の猪谷（いがや）千春が幼少期を過ごした場所として知られる。その地にスポーツや食事などが楽しめる観光地として、隣接する乗鞍高原いがやスキー場とともに整備が進められ、1992年（平成4年）に供用が開始された。当時、乗鞍高原には年間100万人以上もの観光客が訪れており、当施設においても約5万人（1994年当時）の入れ込みがあった。ところが、スキー客の減少やマイカー規制により乗鞍高原の観光客数は半減。いがやスキー場が2010年（平成22年）に廃止され、当施設の観光客数もまた2014年（平成26年）時点で8,000人以下にまで落ち込んだ。2001年（平成13年）以降、国や自治体、地域住民が一体となって観光地再生への道を模索するなか、その起爆剤となりうるものとして当施設が注目された。決め手となったのは中部山岳国立公園の外れに位置する市営の施設であることから、開発する上での制約が少ないという点である。老朽化していた施設を一新し、2018年（平成30年）4月に「乗鞍BASE いがやレクリエーションランド」としてリニューアルオープンした。「乗鞍BASE」という名称には、当施設を乗鞍岳のゼロ合目に見立て、活動に際しての基地となるようにとの思いが込められている。

## 運営形態
本施設はもともと安曇村営であったが、2005年に安曇村が松本市に編入になるに従い、いがやスキー場などと共に松本市営となった。現在は松本市所有の乗鞍観光施設の一つであるが、民間の業者が指定管理者として管理している。従来は乗鞍観光株式会社が受託して管理していたが、2012年4月から1年間の指定管理者は3団体中から審査によって株式会社のりくら総合リゾートサービスが受託した。これは乗鞍観光株式会社が事業不振に陥り、事業再建の途上にあるためである。2018年（平成30年）4月から2021年（令和3年）3月までの3年間は共同体乗鞍時間が指定管理者となっている。

## 施設
松本市いがやレクリエーションランド条例に基づく。

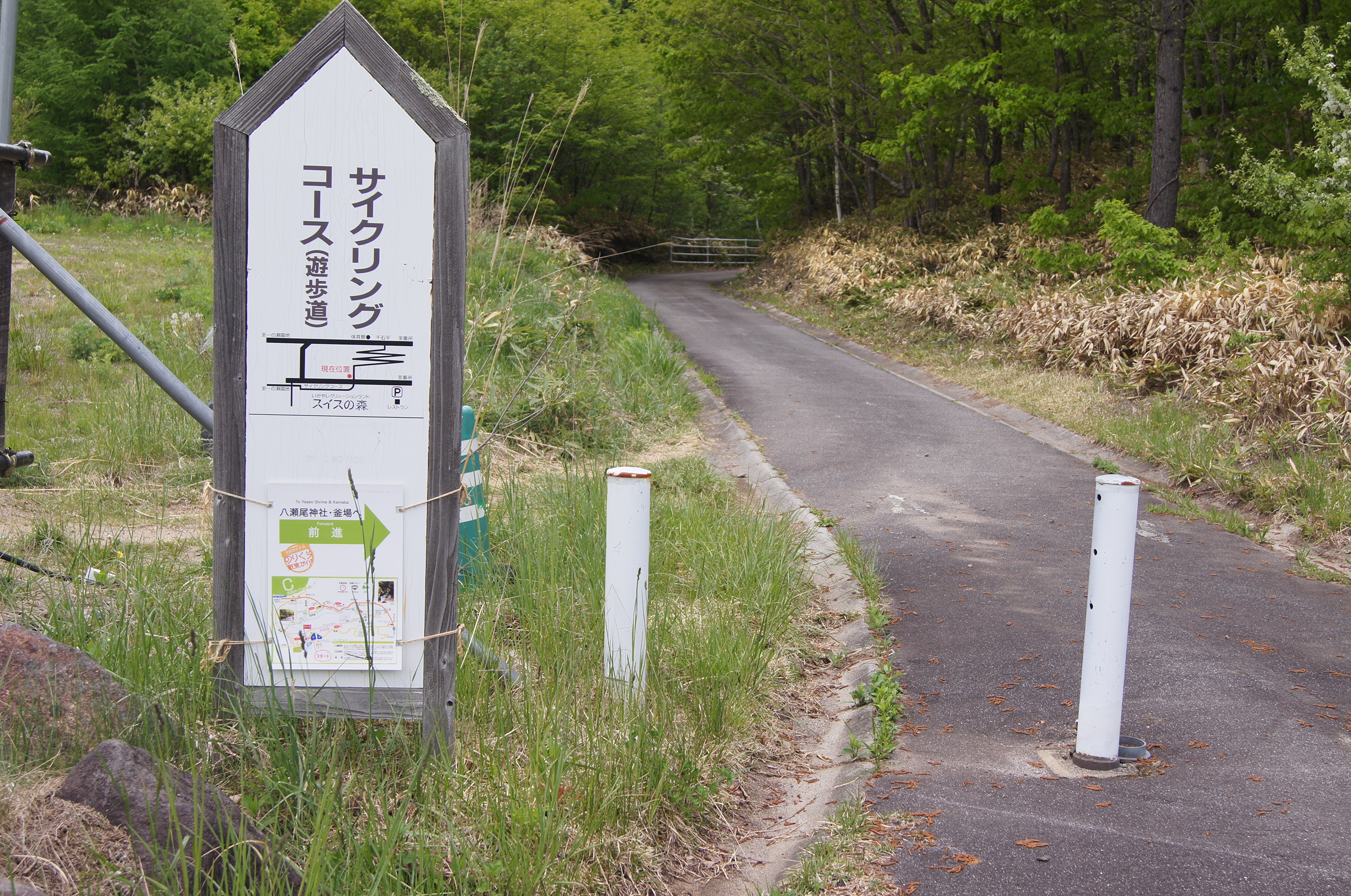
サイクリングコース （遊歩道）
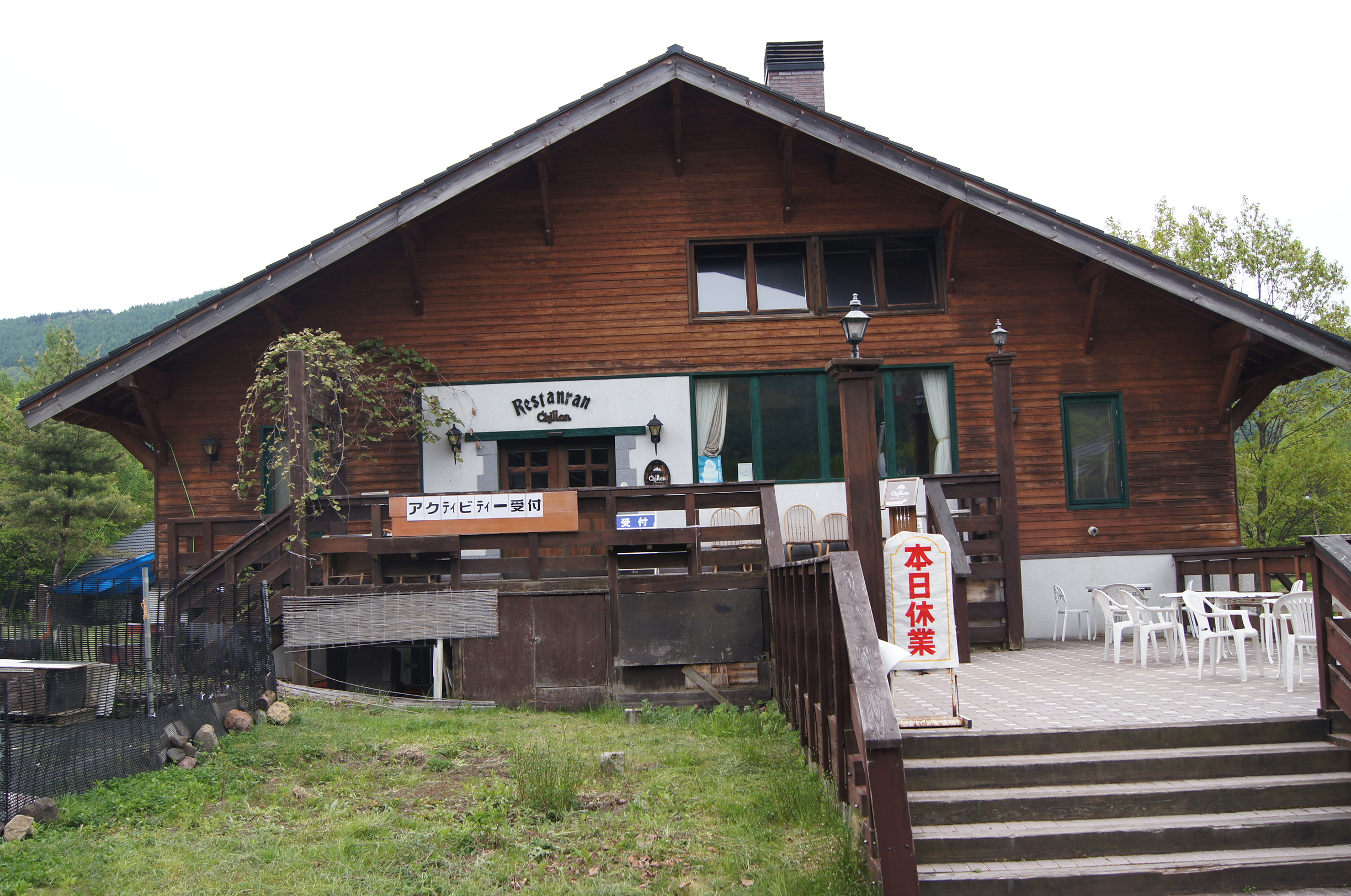
カフェ シヨン

- ジップライン
- マウンテンバイクコース
- マレットゴルフ（27ホール）
- フィッシングパーク
- アドベンチャーパーク
- キャンピングカー専用駐車サイト
- オートキャンプ場
- 芝生大広場
- 番所屋内多目的広場

- サイクリングコース
（遊歩道）
- カフェ シヨン

## 利用情報
松本市いがやレクリエーションランド条例に基づく。
- 開場期間：4月20日から11月20日まで
- 開場時間：午前9時から午後5時まで
- 休場日：火曜日
  - 火曜日が国民の祝日に関する法律（昭和23年法律第178号）に規定する休日に当たるときは、その翌日

## 交通アクセス
公共交通機関
アルピコ交通上高地線・新島々駅から乗鞍高原鈴蘭方面行きの路線バス（松本電鉄バス）に乗車し50分、最寄りのバス停「楢の木沢」で下車、徒歩10分。
自家用自動車
長野自動車道・松本インターチェンジから約37km、車で55分。150台収容の無料駐車場がある。

## 関連文献
- 『信州・岳都松本「安曇エリア」』松本市役所安曇支所観光課、2010年3月、全32ページ
- 『信州のりくら温泉郷　乗鞍高原』乗鞍高原観光案内所、2010年5月